# Hüvenermühle
De Hüvenermühle is een watervluchtmolen en staat in Duitsland aan het riviertje Mittelradde, 2 km zuidzuidoost van Hüven in de Samtgemeinde Sögel aan de Hüvener Mühle 12, 49751 Hüven.
Oorspronkelijk was het alleen een watermolen, die in 1801 volledig afbrandde en in 1802 werd herbouwd. Op 21 juni 1802 kon de molen weer malen. Maar omdat de Mittelradde vaak te weinig water voert, is er om toch koren te kunnen malen, in 1851 een windmolen bovenop gebouwd. Op 21 juni 1852 werd de watervluchtmolen in bedrijf genomen. In de jaren 20 kwam de molen stil te staan en pas in 2005 werd begonnen met de restauratie, die in 2006 klaar kwam. De molen is 's zomers in de middaguren voor bezichtiging opengesteld.